# 팔주국
팔주국(八柱國)은 중국 역사상 서위(西魏)의 8명의 주국대장군(柱國大將軍)을 가리킨다.

## 역사

팔주국대장군 중 4인을 중심으로 정리된 수말당초 관롱집단의 가계도.

서위 대통(大統) 3년(537), 문제(文帝)는 우문태(宇文泰)가 왕실 중흥의 공적이 있다는 이유로 우문태를 주국대장군에 임명하였다. 이후 왕실을 보좌한 공로와 명망과 지위가 높았기 때문에 이 관직을 모두 담당했다. 대통 16년(550) 이전 주국대장군을 맡은 이는 8명이었다. 우문태는 백관을 통솔하고 조정의 내외 군무를 맡았다. 광릉왕(廣陵王) 원흔(元欣)은 황족이었으나 궁정 사무만을 담당하였다. 나머지 6명의 주국은 2명의 대장군을 통솔하였으며 분별하여 금군(禁軍)을 담당하거나 무장으로서 외적을 막았다. 이들의 영예는 누구도 견줄 수 없었다. 그래서 『주서(周書)』가 완성되었을 시기에 '문벌(門閥)'이라고 하는 것은 모두 팔주국 가문을 받들고 있었다. 12대장군(十二大將軍) 역시 각자 2개의 개부(開府)를 통령하였고, 매 개부마다 1개 군(軍)의 사병을 통령하였으니, 모두 24군(軍)이었다. 대통 16년 이전, 서위의 12대장군 이외에도, 염현(念賢)과 왕사정(王思政)도 대장군을 맡았다. 그러나 염현은 농우(隴右)에서 자사(刺史)를 맡았고, 왕사정은 황하 이남에서 진수를 하였으나, 모두 영병(領兵)의 반열에 있지는 않았다.  이후의 공신들이 주국과 대장군에 이른 경우가 많았으나 모두 산질(散秩, 실제 관직은 없이 관품만 있음)일 뿐 군대를 통령하진 않았다. 6주국 12대장군 이후 관위에 따라 관장 사무를 계승한 사람은 오로지 덕행과 명망이 종전에 각 왕공(王公)의 아래에 있었다면, 『주서』와 『북사(北史)』에 기재되지 않았다.

## 팔주국
- 우문태(宇文泰) : 사지절태사도독중외제군사주국대장군녹상서사대행대안정군공(使持節·太師·都督中外諸軍事·柱國大將軍·錄尙書事·大行臺·安定郡公)
- 이호(李虎) : 사지절태위주국대장군대도독상사좌복야농우행대소사농서군개국공(使持節·太尉·柱國大將軍·大都督·尙書左僕射·隴右行臺·少師·隴西郡開國公)
- 원흔(元欣) : 사지절태부주국대장군대종사대사도광릉왕(使持節·太傅·柱國大將軍·大宗師·大司徒·廣陵王)[5]
- 이필(李弼) : 사지절태보주국대장군대도독대종백조군개국공(使持節·太保·柱國大將軍·大都督·大宗伯·趙郡開國公)
- 독고신(獨孤信) : 사지절주국대장군대도독대사마하내군개국공(使持節·柱國大將軍·大都督·大司馬·河內郡開國公)
- 조귀(趙貴) : 사지절주국대장군대도독대사구남양군개국공(使持節·柱國大將軍·大都督·大司寇·南陽郡開國公)
- 우근(于謹) : 사지절주국대장군대도독대사공상산군개국공(使持節·柱國大將軍·大都督·大司空·常山郡開國公)
- 후막진숭(侯莫陳崇) : 사지절주국대장군대도독소부팽성군개국공(使持節·柱國大將軍·大都督·少傅·彭城郡開國公)

## 십이대장군
- 원찬(元贊) : 사지절대장군대도독소보광평왕(使持節·大將軍·大都督·少保·廣平王)
- 원육(元育) : 사지절대장군대도독회안왕(使持節·大將軍·大都督·淮安王)
- 원곽(元廓) : 사지절대장군대도독제왕(使持節·大將軍·大都督·齊王)
- 우문도(宇文導) : 사지절대장군대도독진칠주제군사진주자사장무군개국공(使持節·大將軍·大都督·秦七州諸軍事·秦州刺史·章武郡開國公)
- 후막진순(侯莫陳順) : 사지절대장군대도독평원군개국공(使持節·大將軍·大都督·平原郡開國公)
- 달해무(達奚武) : 사지절대장군대도독옹칠주제군사옹주자사고양군개국공(使持節·大將軍·大都督·雍七州諸軍事·雍州刺史·高陽郡開國公)
- 이원(李遠) : 사지절대장군대도독양평군개국공(使持節·大將軍·大都督·陽平郡開國公)
- 두로녕(豆盧寧) : 사지절대장군대도독범양군개국공(使持節·大將軍·大都督·范陽郡開國公)
- 우문귀(宇文貴) : 사지절대장군대도독화정군개국공(使持節·大將軍·大都督·化政郡開國公)
- 하란상(賀蘭祥) : 사지절대장군대도독형주제군사형주자사박릉군개국공(使持節·大將軍·大都督·荆州諸軍事·荆州刺史·博陵郡開國公)
- 양충(楊忠) : 사지절대장군대도독진류군개국공(使持節·大將軍·大都督·陳留郡開國公)
- 왕웅(王雄) : 사지절대장군대도독기주제군사기주자사무위군개국(使持節·大將軍·大都督·岐州諸軍事·岐州刺史·武威郡開國公)

팔주국 가운데 주국의 수장에 우문태는 후에 북주(北周)를 창건하였으며, 이호(李虎)는 당고조(唐高祖) 이연(李淵)의 조부이며, 이필(李弼)은 와강군(瓦崗軍)의 수령 이밀(李密)의 증조부이며, 독고신(獨孤信)은 수문제(隋文帝) 양견(楊堅)의 장인이자 이연의 외조부이다. 이들의 공적은 자손들에게 튼튼한 기반이 되었다. 『주서』에는 "오늘날 문벌이라는 것은 모두 팔주국의 집안을 추숭하고 있으니, 당대 영성은 이에 비할 사람이 없다(今之稱門閥者, 咸推八柱國家, 當時榮盛, 莫與爲比)"고 하였다.『당회요(唐會要)』卷36「씨족(氏族)」에는 무덕(武德) 원년(618) 당고조 이연이 내사령(內史令) 두위(竇威)에게 '옛날 (북)주대에는 팔주국의 귀족이 있었고, 나와 공의 집안은 모두 이 직에 올랐었다 ... 현재 관동인 최로(崔盧)가 혼인하면서 문벌을 자랑하는데, 공은 대대로 황제의 친척이었으니 귀하지 아니한가(昔周朝有八柱國之貴, 吾與公家, 咸登此職……比見關東人崔盧爲婚, 猶自矜伐, 公世爲帝戚, 不亦貴乎)'라고 말했다고 기재되어 있다.

## 팔주국에 관한 문제
상술한 팔주국의 서열은 『주서』와 『대당육전(大唐六典)』卷2 「상서이부(尙書吏部)」사훈랑중(司勳郞中) 조항에 기반한다. 그러나 이호의 배열 순서는 사료마다 다른다. 『통전(通典)』卷34「직관(職官)16」훈관(勳官) 조와『문헌통고(文獻通考)』卷64「직관(職官)18」훈관(勳官) 조에는 이호가 원흔(元欣)의 아래 제3위에 있으나, 『자치통감(資治通鑑)』卷163에는 이호가 이필 아래 제4위에 등록되어 있다. 마에지마 요시타카(前島佳孝)는 당(唐)대에 『주서』를 편찬한 시기는 이호가 당의 추존 황제였기에, 팔주국 수령이자 북주의 실제 건국자 우문태를 제외하고는 다른 사람들이 이호를 뛰어넘을 수 없었기 때문에 당의 사관들이 이호의 순서를 고쳤다고 본다. 마에지마는 팔주국 가운데 이호와 후막진숭(侯莫陳崇) 이외의 6명은 우문태의 관제 개혁 시기 육경(六卿)에 임명되었으며, 소사(少師) 이호와 소부(少傅) 후막진숭은 육경보다도 지위가 낮기 때문에, 이호는 제7위에 해당한다고 보았다.
야마시타 마사시(山下將司)는 팔주국이 당대에 발면된 이론이라고 본다. 이에 대해 마에지마는 12장군 중 한 명인 양충(楊忠)이 수(隋) 추존 황제이고 팔주국은 원래 12장군 집안보다 지위가 더 높으며, 수대에는 팔주국 집안이 수 황실 양씨보다 지위가 높다는 것은 말이 안된다고 보았다. 한편 마에지마는 또한 우문호(宇文護)와 원자효(元子孝)가 서위 시기에도 주국대장군에 임명되었으며 팔주국제도가 성립되기 전에 죽은 약간혜(若干惠)와 그 자손이 북조에서 팔주국과 같은 대우를 받았으며, 마찬가지로 문제가 있다. 마에지마는 팔주국 중 원흔과 이호는 북주 성립 이전에 사망하였으며 우문태도 사망하였기에 그의 자손은 황제에 즉위하면서, 북주 건국 이후 조귀(趙貴)와 독고신(獨孤信)은 숙청당하였으며, 북주 초기 팔주국 중에 남은 사람은 3명이었다고 한다. 아무리 팔주국이라고 칭할만한 문벌 집단이 존재했다 하더라도 8명 정원이라는 제도로서의 팔주국은 존재하지 않았을 가능성이 크기에, 마에지마는 야마시타의 팔주국이 당의 발명이라는 관점에 대체로 동의한다.

## 예속관계
|                |                |                |                |                |                |            |            |                |                |                |                |                |                |  |  |                |                |                |                |                |                |                |                |                |                |            |            |            |            |  |  |            |            |            |            |            |            |            |            |            |            |            |            | 우문태(宇文泰) |            |  |  |            |            |            |            |                    |                    |                    |                    |                    |                    |                    |                    |                    |                    |  |  |            |            |            |            |            |            |            |            |                |                |                |                |                |                |  |  |            |            |            |            |            |            |            |            |                |                |                |                |                |                |  |  |  |  |  |  |  |  |  |  |  |  |  |  |  |  |  |  |  |  |  |  |  |  |  |  |  |  |  |  |  |  |  |  |  |  |
|                |                |                |                |                |                |            |            |                |                |                |                |                |                |  |  |                |                |                |                |                |                |                |                |                |                |            |            |            |            |  |  |            |            |            |            |            |            |            |            |            |            |            |            |                |            |  |  |            |            |            |            |                    |                    |                    |                    |                    |                    |                    |                    |                    |                    |  |  |            |            |            |            |            |            |            |            |                |                |                |                |                |                |  |  |            |            |            |            |            |            |            |            |                |                |                |                |                |                |  |  |  |  |  |  |  |  |  |  |  |  |  |  |  |  |  |  |  |  |  |  |  |  |  |  |  |  |  |  |  |  |  |  |  |  |
|                |                |                |                |                |                |            |            |                |                |                |                |                |                |  |  |                |                |                |                |                |                |                |                |                |                |            |            |            |            |  |  |            |            |            |            |            |            |            |            |            |            |            |            |                |            |  |  |            |            |            |            |                    |                    |                    |                    |                    |                    |                    |                    |                    |                    |  |  |            |            |            |            |            |            |            |            |                |                |                |                |                |                |  |  |            |            |            |            |            |            |            |            |                |                |                |                |                |                |  |  |  |  |  |  |  |  |  |  |  |  |  |  |  |  |  |  |  |  |  |  |  |  |  |  |  |  |  |  |  |  |  |  |  |  |
|                |                |                |                | 우근(于謹)     | 우근(于謹)     | 우근(于謹) | 우근(于謹) | 우근(于謹)     | 우근(于謹)     |                |                |                |                |  |  |                |                |                |                | 독고신(獨孤信) | 독고신(獨孤信) | 독고신(獨孤信) | 독고신(獨孤信) | 독고신(獨孤信) | 독고신(獨孤信) |            |            |            |            |  |  |            |            |            |            | 이호(李虎) | 이호(李虎) | 이호(李虎) | 이호(李虎) | 이호(李虎) | 이호(李虎) |            |            |                |            |  |  |            |            |            |            | 후막진숭(侯莫陳崇) | 후막진숭(侯莫陳崇) | 후막진숭(侯莫陳崇) | 후막진숭(侯莫陳崇) | 후막진숭(侯莫陳崇) | 후막진숭(侯莫陳崇) |                    |                    |                    |                    |  |  |            |            |            |            | 조귀(趙貴) | 조귀(趙貴) | 조귀(趙貴) | 조귀(趙貴) | 조귀(趙貴)     | 조귀(趙貴)     |                |                |                |                |  |  |            |            |            |            | 이필(李弼) | 이필(李弼) | 이필(李弼) | 이필(李弼) | 이필(李弼)     | 이필(李弼)     |                |                |                |                |  |  |  |  |  |  |  |  |  |  |  |  |  |  |  |  |  |  |  |  |  |  |  |  |  |  |  |  |  |  |  |  |  |  |  |  |
|                |                |                |                | 우근(于謹)     | 우근(于謹)     | 우근(于謹) | 우근(于謹) | 우근(于謹)     | 우근(于謹)     |                |                |                |                |  |  |                |                |                |                | 독고신(獨孤信) | 독고신(獨孤信) | 독고신(獨孤信) | 독고신(獨孤信) | 독고신(獨孤信) | 독고신(獨孤信) |            |            |            |            |  |  |            |            |            |            | 이호(李虎) | 이호(李虎) | 이호(李虎) | 이호(李虎) | 이호(李虎) | 이호(李虎) |            |            |                |            |  |  |            |            |            |            | 후막진숭(侯莫陳崇) | 후막진숭(侯莫陳崇) | 후막진숭(侯莫陳崇) | 후막진숭(侯莫陳崇) | 후막진숭(侯莫陳崇) | 후막진숭(侯莫陳崇) |                    |                    |                    |                    |  |  |            |            |            |            | 조귀(趙貴) | 조귀(趙貴) | 조귀(趙貴) | 조귀(趙貴) | 조귀(趙貴)     | 조귀(趙貴)     |                |                |                |                |  |  |            |            |            |            | 이필(李弼) | 이필(李弼) | 이필(李弼) | 이필(李弼) | 이필(李弼)     | 이필(李弼)     |                |                |                |                |  |  |  |  |  |  |  |  |  |  |  |  |  |  |  |  |  |  |  |  |  |  |  |  |  |  |  |  |  |  |  |  |  |  |  |  |
|                |                |                |                |                |                |            |            |                |                |                |                |                |                |  |  |                |                |                |                |                |                |                |                |                |                |            |            |            |            |  |  |            |            |            |            |            |            |            |            |            |            |            |            |                |            |  |  |            |            |            |            |                    |                    |                    |                    |                    |                    |                    |                    |                    |                    |  |  |            |            |            |            |            |            |            |            |                |                |                |                |                |                |  |  |            |            |            |            |            |            |            |            |                |                |                |                |                |                |  |  |  |  |  |  |  |  |  |  |  |  |  |  |  |  |  |  |  |  |  |  |  |  |  |  |  |  |  |  |  |  |  |  |  |  |
| 달해무(達奚武) | 달해무(達奚武) | 달해무(達奚武) | 달해무(達奚武) | 달해무(達奚武) | 달해무(達奚武) |            |            | 하란상(賀蘭祥) | 하란상(賀蘭祥) | 하란상(賀蘭祥) | 하란상(賀蘭祥) | 하란상(賀蘭祥) | 하란상(賀蘭祥) |  |  | 우문도(宇文導) | 우문도(宇文導) | 우문도(宇文導) | 우문도(宇文導) | 우문도(宇文導) | 우문도(宇文導) |                |                | 원곽(元廓)     | 원곽(元廓)     | 원곽(元廓) | 원곽(元廓) | 원곽(元廓) | 원곽(元廓) |  |  | 원찬(元贊) | 원찬(元贊) | 원찬(元贊) | 원찬(元贊) | 원찬(元贊) | 원찬(元贊) |            |            | 원육(元育) | 원육(元育) | 원육(元育) | 원육(元育) | 원육(元育)     | 원육(元育) |  |  | 이원(李遠) | 이원(李遠) | 이원(李遠) | 이원(李遠) | 이원(李遠)         | 이원(李遠)         |                    |                    | 후막진순(侯莫陳順) | 후막진순(侯莫陳順) | 후막진순(侯莫陳順) | 후막진순(侯莫陳順) | 후막진순(侯莫陳順) | 후막진순(侯莫陳順) |  |  | 왕웅(王雄) | 왕웅(王雄) | 왕웅(王雄) | 왕웅(王雄) | 왕웅(王雄) | 왕웅(王雄) |            |            | 우문귀(宇文貴) | 우문귀(宇文貴) | 우문귀(宇文貴) | 우문귀(宇文貴) | 우문귀(宇文貴) | 우문귀(宇文貴) |  |  | 양충(楊忠) | 양충(楊忠) | 양충(楊忠) | 양충(楊忠) | 양충(楊忠) | 양충(楊忠) |            |            | 두로녕(豆盧寧) | 두로녕(豆盧寧) | 두로녕(豆盧寧) | 두로녕(豆盧寧) | 두로녕(豆盧寧) | 두로녕(豆盧寧) |  |  |  |  |  |  |  |  |  |  |  |  |  |  |  |  |  |  |  |  |  |  |  |  |  |  |  |  |  |  |  |  |  |  |  |  |

## 참고자료
1. ↑  《周书·卷十六·列传第八》：初，魏孝庄帝以尔朱荣有翊戴之功，拜荣柱国大将军，位在丞相上。荣败后，此官遂废。大统三年，魏文帝复以太祖建中兴之业，始命为之。其后功参佐命，望实俱重者，亦居此职。自大统十六年以前，任者凡有八人。太祖位总百揆，督中外军。魏广陵王欣，元氏懿戚，从容禁闱而已。此外六人，各督二大将军，分掌禁旅，当爪牙御侮之寄。当时荣盛，莫与为比。故今之称门阀者，咸推八柱国家云。今并十二大将军录之于左。
使持节、太尉、柱国大将军、大都督、尚书左仆射、陇右行台、少师、陇西郡开国公李虎；
使持节、太傅、柱国大将军、大宗伯、大司徒、广陵王元欣；
使持节、太保、柱国大将军、大都督、大宗伯、赵郡开国公李弼；
使持节、柱国大将军、大都督、大司马、河内郡开国公独孤信；
使持节、柱国大将军、大都督、大司寇、南阳郡开国公赵贵；
使持节、柱国大将军、大都督、大司空、常山郡开国公于谨；
使持节、柱国大将军、大都督、少傅、彭城郡开国公侯莫陈崇。
右与太祖为八柱国。
2. ↑  《北史·卷六十·列传第四十八》：初，魏孝庄帝以尔朱荣有翊戴之功，拜荣柱国大将军，位在丞相上。荣败后，此官遂废。大统三年，魏文帝复以周文帝建中兴之业，始命为之。其后功参佐命，望实俱重者亦居此职。自大统十六年已前，任者凡有八人。周文帝位总百揆，都督中外军事。魏广陵王欣，元氏懿戚，从容禁闼而已。此外六人，各督二大将军，分掌禁旅，当爪牙御侮之寄。当时荣盛，莫与为比。故今之称门阀者，咸推八柱国家。今并十二大将军录之于左。
使持节、太尉、柱国大将军、大都督、尚书左仆射、陇右行台、少师、陇西郡开国公李虎；
使持节、太傅、柱国大将军、大宗师、大司徒、广陵王元欣；
使持节、柱国大将军、大都督、大宗伯、赵郡开国公李弼；
使持节、柱国大将军、大都督、大司马、河内郡开国公独孤信；
使持节、柱国大将军、大都督、大司寇、南阳郡开国公赵贵；
使持节、柱国大将军、大都督、大司空、常山郡开国公于谨；
使持节、柱国大将军、大都督、少傅、彭城郡开国公侯莫陈崇。
与周文帝为八柱国。
3. ↑  《周书·卷十六·列传第八》：使持节、大将军、大都督、少保、广平王元赞，　　使持节、大将军、大都督、淮〔安〕王元育，　　使持节、大将军、大都督、齐王元廓，　　使持节、大将军、大都督、秦七州诸军事、秦州刺史、章武郡开国公宇文导，　　使持节、大将军、大都督、平原郡开国公侯莫陈顺，　　使持节、大将军、大都督、雍七州诸军事、雍州刺史、高阳郡开国公达奚武，　　使持节、大将军、大都督、阳平公李远，　　使持节、大将军、大都督、范阳郡开国公豆卢宁，　　使持节、大将军、大都督、化政郡开国公宇文贵，　　使持节、大将军、大都督、荆州诸军事、荆州刺史、博陵郡开国公贺兰祥，　　使持节、大将军、大都督、陈留郡开国公杨忠，　　使持节、大将军、大都督、岐州诸军事、岐州刺史、武威郡开国公王雄。
　　右十二大将军，又各统开府二人。每一开府领一军兵，是为二十四军。自大统十六年以前，十二大将军外，念贤及王思政亦作大将军。然贤作牧陇右，思政出镇河南，并不在领兵之限。此后功臣，位至柱国及大将军者众矣，咸是散秩，无所统御。六柱国、十二大将军之后，有以位次嗣掌其事者，而德望素在诸公之下，不得预于此列。
4. ↑  《北史·卷六十·列传第四十八》：使持节、大将军、大都督、少保、广平王元赞。
　　使持节、大将军、大都督、淮安王元育。
　　使持节、大将军、大都督、齐王元廓。
　　使持节、大将军、大都督、平原郡开国公侯莫陈顺。
　　使持节、大将军、大都督、七州诸军事、秦州刺史、章武郡开国公宇文导。
　　使持节、大将军、大都督、雍州诸军事、雍州刺史、高阳郡开国公达奚武。
　　使持节、大将军、大都督、阳平郡开国公李远。
　　使持节、大将军、大都督、范阳郡开国公豆卢宁。
　　使持节、大将军、大都督、化政郡开国公宇文贵。
　　使持节、大将军、大都督、荆州诸军事、荆州刺史、博陵郡开国公贺兰祥。
　　使持节、大将军、大都督、陈留郡开国公杨忠。
　　使持节、大将军、大都督、岐州诸军事、岐州刺史、武威郡开国公王雄。
　　是为十二大将军。每大将军督二开府，凡为二十四员，分团统领，是二十四军。每一团，仪同二人。自相督率，不编户贯。都十二大将军。十五日上，则门栏陛戟，警昼巡夜；十五日下，则教旗习战。无他赋役。每兵唯办弓刀一具，月简阅之。甲槊戈弩，并资官给。
　　自大统十六年以前，十二大将军外，念贤及王思政亦拜大将军。然贤作牧陇右，思政出镇河南，并不在领兵之限。此后功臣位至柱国及大将军者众矣，不限此秩，〔四０〕无所统御。六柱国、十二大将军之后，有以位次嗣掌其事者，而德望素在诸公之下，并不得预于此例。
5. ↑  《周书校勘记·卷十六·列传第八·二九》：大宗伯大司徒广陵王元欣　北史卷六０传末“大宗伯”作“大宗师”。按元欣是宗室，疑作“大宗师”是。

틀:八柱国家十二大将军